# Даскал-Атанасово
Даскал-Атанасово (болг. Даскал-Атанасово) — село в Болгарии. Находится в Старозагорской области, входит в общину Раднево. Население составляет 400 человек.

## Политическая ситуация
В местном кметстве Даскал-Атанасово, в состав которого входит Даскал-Атанасово, должность кмета (старосты) исполняет Тихомир Динев Тасев (Граждане за европейское развитие Болгарии (ГЕРБ)) по результатам выборов.
Кмет (мэр) общины Раднево — Нончо Драгиев Воденичаров (инициативный комитет) по результатам выборов.